# Cola verticillata
Espèce
Classification phylogénétique
Cola verticillata est le nom d'une espèce appartenant au genre Cola. Ce nom d'espèces est une combinaison alternative par Stapf ex A.Chev. d'une description originale effectuée par Peter Thonning et relève du code de nomenclature pour les algues, plantes et champignons.

## Description
Cola verticillata est une plante vasculaire à feuilles persistantes. Elle présente des feuilles simples et alternes, qui sont pétiolées.
Cola verticillata présente des fleurs qui s'organisent en cyme. Les arbres, qui mesurent de 12 à 25 mètres de haut, produisent des follicules. 
Ses fruits sont moins appréciés que ceux de Cola nitida ou Cola acuminata à cause de leur nature visqueuse et de leur amertume. 

## Propriétés
C'est un stimulant. 